# تل المنطار
تل المنطار هو تل يقع شرق مدينة غزة فوق أرض سهلية منخفضة على نحو كيلومترين ونصف تقريباً، ويرتفع تسعين متراً عن مستوى سطح البحر الأبيض المتوسط، ليحتل المرتبة الأولى من حيث الارتفاع على سلسلة التلال في قطاع غزة، ويتميز بموقعه التاريخي والاستراتيجي، وكثرة بساتينه التابعة لحي الشجاعية.

## التسمية
هناك العديد من الروايات حول تسميته ومن أشهرها أن في عهد الخلفاء الراشدون اتخذوا من التلال نقاطاً للحراسة والإنذار فاطلقوا عليه اسم "المنطار" أي مكان "النطرة"، وفي رواية شعبية يتداولها عامة الناس يقال بأن رجلاً دينياً اسمه "ألمُن" قد "طار" أثناء تشييع جنازته واستقر فوق "التل" ومن هنا جاء اسمه "ألمُن طار"، ويقال أيضاً أن تسميته تعود إلى المجاهد "علي المُنطار" وهو أحد أبرز القادة الذي استشهد فوق التل، وتم دفنه فوقه في حملة تحرير بيت المقدس.

## موسم المنطار
إتخد الخلفاء الراشدون من التلال والجبال المشرفة كنقاط إستراتيجية للحراسة وكان منها «تل المنطار». بعد الحروب الصليبية، في حقبة صلاح الدين الأيوبي وما تلاها، أصبح «تل المنطار» مركزًا لـموسم المنطار حيث تحتشد القبائل بفرسانها في يوم الخميس السابق ليوم عيد الفصح من كل عام حتى تردع الفرنجة في موسم حجهم.

## الاحتلال الإسرائيلي
تعرضت منطقة تل المنطار للعديد من التدميرات الجزئية والضربات الجوية التي نفذتها القوات الجوية الإسرائيلية، وذلك خلال الرد الإسرائيلي على عملية طوفان الأقصى منذ أكتوبر 2023.